# مارک اولدرشو
مارک اولدرشو (انگلیسی: Mark Oldershaw؛ زادهٔ ۷ فوریهٔ ۱۹۸۳) ورزشکار اهل کانادا است.
وی در مسابقات کشوری و بین‌المللی در مجموع برندهٔ ۱ مدال نقره، ۳ مدال برنز شده‌است.